# Martin Carlin
Pour les articles homonymes, voir Carlin (homonymie).
 (mars 2016).
Si vous disposez d'ouvrages ou d'articles de référence ou si vous connaissez des sites web de qualité traitant du thème abordé ici, merci de compléter l'article en donnant les références utiles à sa vérifiabilité et en les liant à la section « Notes et références ».

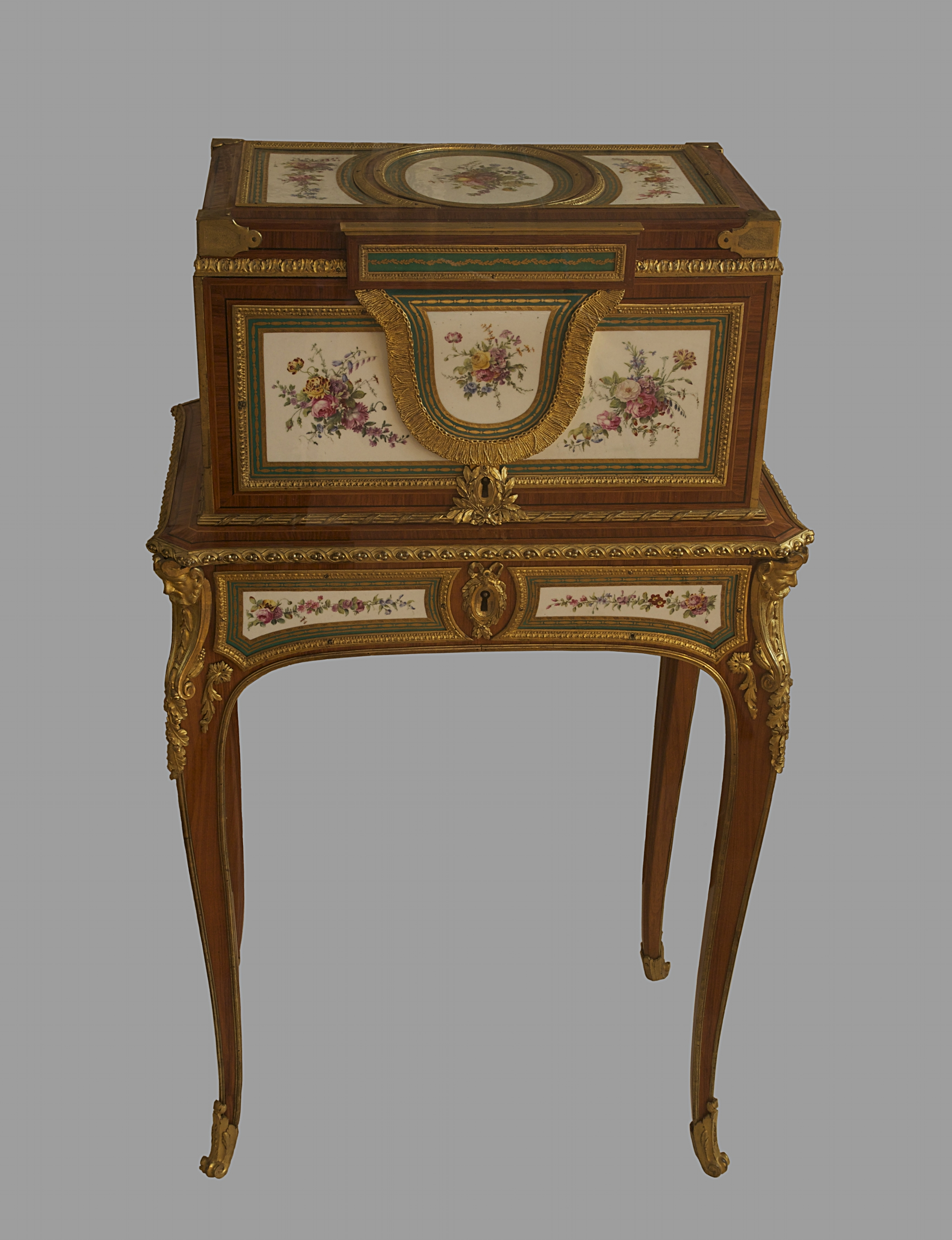
Le coffret à bijoux de Marie-Antoinette dauphine, château de Versailles, par Martin Carlin (1770)

Martin Carlin (né vers 1730 probablement à Fribourg-en-Brisgau et mort le 6 mars 1785 à Paris) est un ébéniste français, d'origine allemande. Reçu maître en 1766. 

## Biographie
Marié en 1759 avec Marie Catherine Oeben, sœur de Jean-François Oeben, installé avant 1763 dans la rue du Faubourg Saint-Antoine, à l'enseigne de la Colombe. 
À la demande des marchands-merciers Poirier et Daguerre, diffuseurs d'objets d'art installés rue Saint-Honoré, Martin Carlin s'est spécialisé dans une production haut de gamme. Dans ses meubles de grand luxe, il a fréquemment inclus des plaques de porcelaine peintes, des panneaux de laque ou des mosaïques de pierres dures.
La table d'écriture reproduite ici est ornée d'une plaque de porcelaine de Sèvres, d'après une œuvre du peintre Jean-Baptiste Le Prince.
Il concevait ses meubles à la demande de l'élite sociale de l'époque : la famille royale (Marie-Antoinette, Marie-Joséphine de Savoie comtesse de Provence, Madame Adélaïde, Madame Victoire pour leur château de Bellevue), la haute aristocratie (duchesse de Mazarin), les femmes en vue (Madame du Barry, la comédienne Marie-Josèphe Laguerre).
Il eut trois enfants : Marie-Julie, née en 1769, Simon, né en 1771, et Marie-Caroline, née en 1777. Sa veuve se remariera le 31 janvier 1786 avec Gaspard Schneider, ébéniste (reçu maître en 1786, qui reprendra l'atelier, et travaillera aussi pour Daguerre, poursuivant l’œuvre de son prédécesseur. 
Il eut pour collaborateur Jean-Jacques Pafrat. Son nom est au fronton de la façade de l'école Boulle.[réf. nécessaire]

## Collection
Liste non exhaustive, qui ne comprend pas notamment les pièces conservées à la Fondation Gulbenkian, au Palace of the Legion of Honor de San Francisco, au Philadelphia Museum of Art, en main privée, entre autres.
Bonheur-du-jour (Table à gradin dite )
- Bonheur-du-jour, 1765, Bowes Museum, Royaume-Uni
- Bonheur-du-jour, 1766, Musée Nissim-de-Camondo, France
- Bonheur-du-jour, 1766, Waddesdon Manor, Royaume-Uni
- Bonheur-du-jour, 1768, Boughton House, Royaume-Uni
- Bonheur-du-jour, 1768, livré à madame du Barry, Metropolitan Museum of Art, États-Unis
- Bonheur-du-jour, 1769, Metropolitan Museum of Art, États-Unis
- Bonheur-du-jour, 1770, Metropolitan Museum of Art, États-Unis
- Bonheur-du-jour, 1770, The Huntington Library, États-Unis
- Bonheur-du-jour, 1770, Waddesdon Manor, Royaume-Uni
- Bonheur-du-jour, 1771, The Huntington Library, États-Unis
- Bonheur-du-jour, 1774, Metropolitan Museum of Art, États-Unis

Bureau plat (Writing table)
- Bureau plat, 1778, livré à la grande-duchesse Marie Féodorovna et au grand-duc Paul Petrovitch de Russie pour le Palais de Pavlovsk, Getty Center, États-Unis

Cabinet
- Cabinet, c. 1783, Royal Collection, Royaume-Uni, Château de Windsor 

Coffret à bijoux

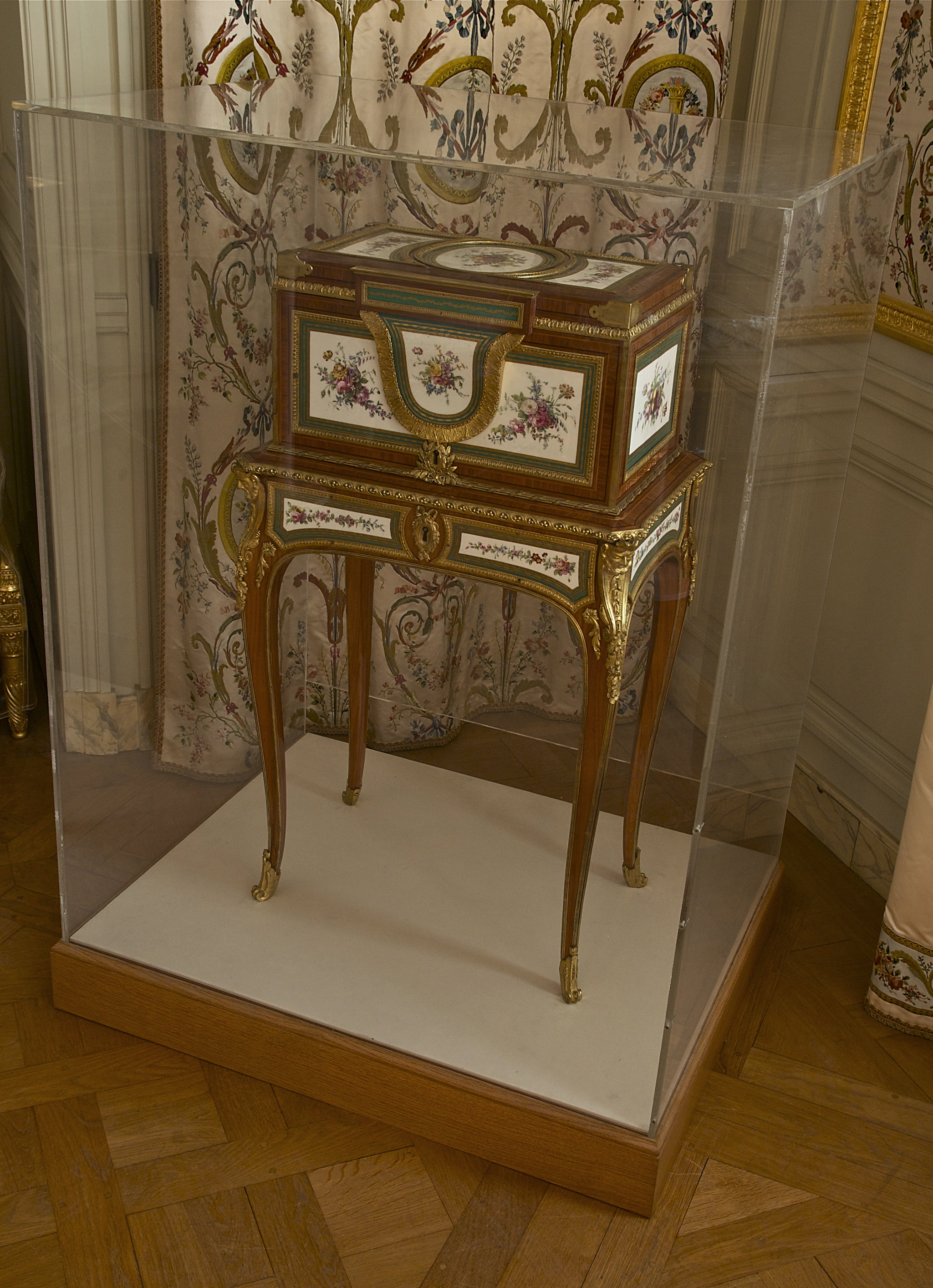
Coffret à bijoux, 1770 (Versailles)

- Coffret à bijoux, 1770, livré à Marie-Antoinette pour le Petit Trianon, Château de Versailles, France
- Coffret à bijoux, c. 1770, livré à la comtesse du Barry, Metropolitan Museum of Art, États-Unis
- Coffret à bijoux, c. 1774, livré à la grande-duchesse Marie Féodorovna et au grand-duc Paul Petrovitch de Russie pour le Palais de Pavlovsk, Detroit Museum of Art, États-Unis

Le Metroplitan Museum of Art possède trois coffres: 
- Coffret à bijoux, c. 1775, Metropolitan Museum of Art, États-Unis
- Coffret à bijoux, c. 1775, Metropolitan Museum of Art, États-Unis
- Coffret à bijoux, c. 1775, Metropolitan Museum of Art, États-Unis
- Coffret à bijoux, 1774, Musée du Louvre, Paris, pour la duchesse de Mazarin

Commode à vantaux
- Commode à vantaux, c. 1778, décoré de panneaux de pierres dures (une des plus belles pièces de Carlin), Royal Collection, Royaume-Uni

Encoignure
- Paire d'encoignures, 1772, Wallace Collection, Royaume-Uni

Pupitre
- Music-stand, 1770-75, Getty Center, États-Unis

Pupitre et table à écrire
- Music-stand and writing-table, 1786, offert par Marie-Antoinette à Mrs William Eden (future Lady Auckland), V&A, Royaume-Uni

Pupitre à lecture
- Reading stand, c. 1780, V&A, Royaume-Uni

Secrétaire
- Secrétaire non daté, Palais du Quirinale, Salle de la Victoire, Rome, Italie
- Secrétaire, 1775, Getty Center, États-Unis
- Secrétaire, 1776, Wallace Collection, Royaume-Uni
- Secrétaire, 1776-77, Getty Center, États-Unis

Secrétaire à abattant
- Secrétaire à abattant, 1770-80, V&A, Royaume-Uni

Table à ouvrage
- Table à ouvrage, 1770, livré à la duchesse de Mazarin en 1779, Getty Center, États-Unis
- Table à ouvrage, 1773, Getty Center, États-Unis
- Table à ouvrage, 1775, V&A, Royaume-Uni
- Table à ouvrage, 1783-84, Wallace Collection, Royaume-Uni
- Table à ouvrage, 1786, offert par Marie-Antoinette à Mrs William Eden (future Lady Auckland), V&A, Royaume-Uni

## Généalogie

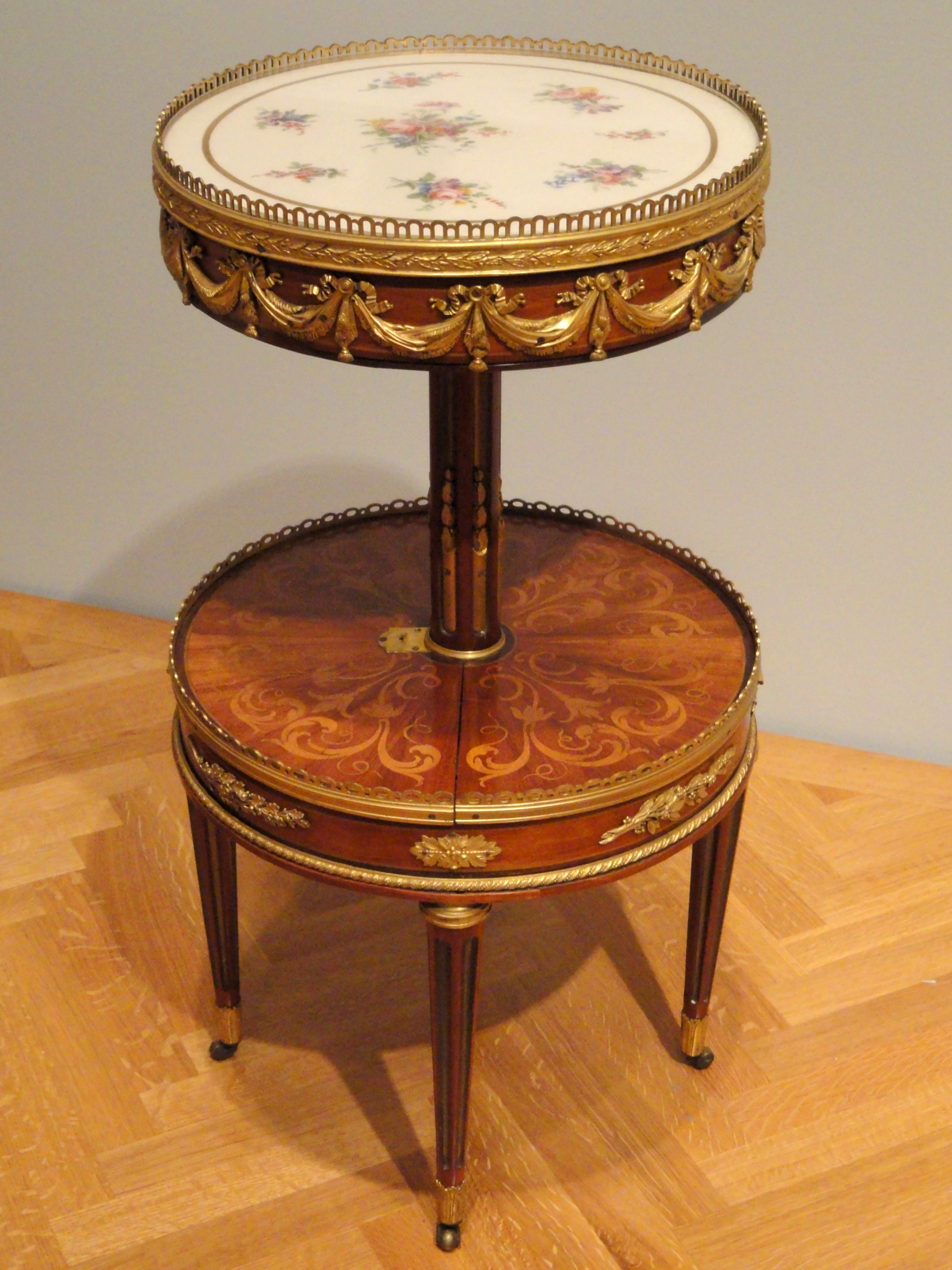
Table à toilette (vers 1775-1785), dessus en porcelaine de Sèvres, Cleveland Museum of Art.

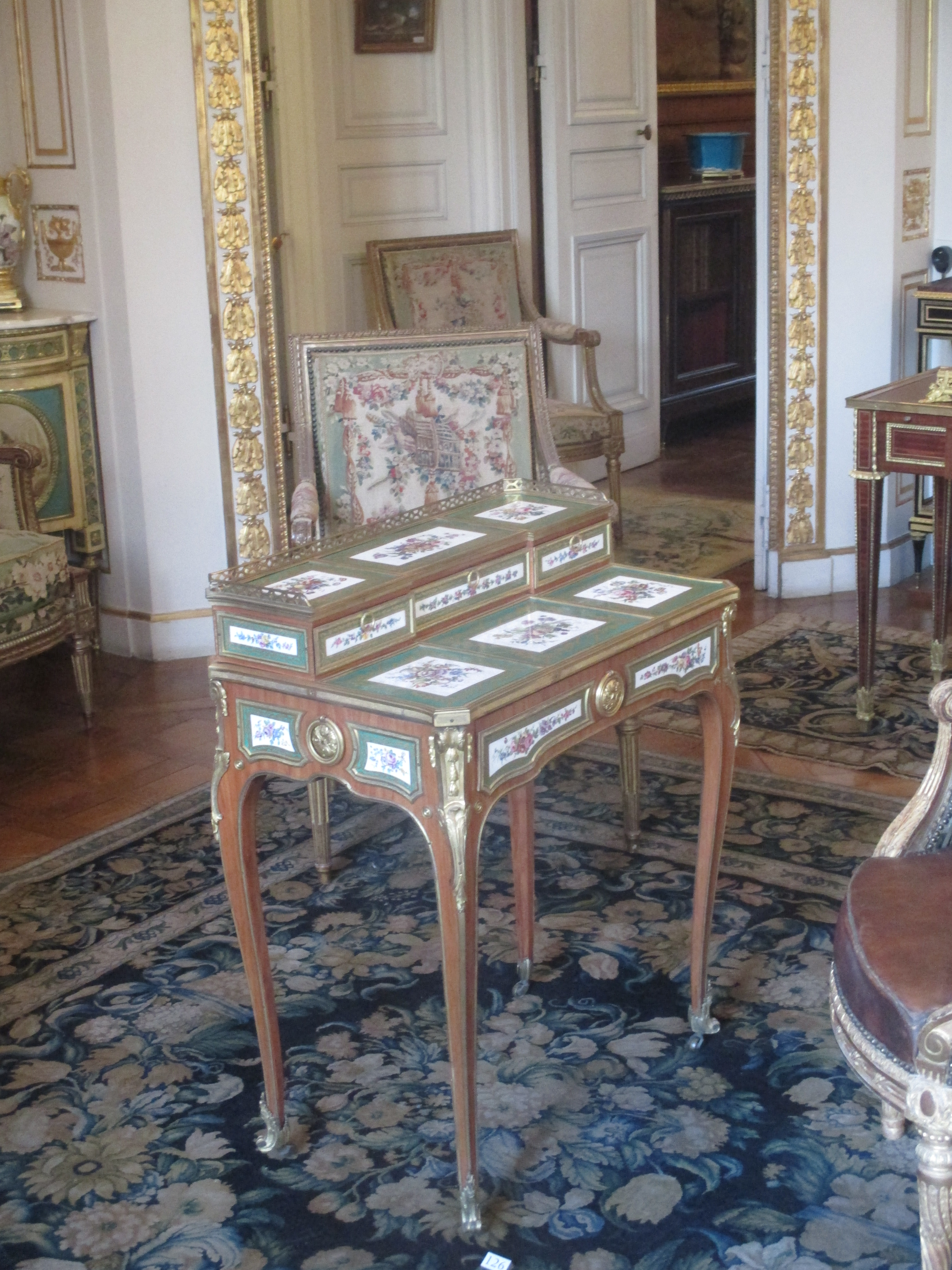
Bonheur-du-jour (1766) du Grand Salon du musée Camondo (Paris).

- Le père de Martin Carlin, Trouper Carlin, était charpentier à Fribourg-en-Brisgau. Martin Carlin s'établit en France et se maria en 1759 avec Marie-Catherine Oeben, sœur de Jean-François Oeben.

## Sa cote
- Une commode estampillée "Carlin et Weisweiler" rehaussée de plaques en pierre dure originaires d'un cabinet florentin, s'est vendue en 1999 à Monaco pour la somme de 7,01 millions d'euros. Elle a appartenu aux collections Rothschild, puis à  Akram Ojjeh.